# Derambila thearia
Derambila thearia là một loài bướm đêm trong họ Geometridae.